# Bijapur (stad)
Bijapur of Bidjapur (Kannada: ವಿಜಾಪುರ) is een stad in het noorden van de Indiase deelstaat Karnataka. De stad ligt in het gelijknamige district, op ongeveer 550 kilometer van Mumbai en telde 245.946 inwoners bij de volkstelling van 2001. Bijapur is met name bekend om de bouwkundige werken die tot stand kwamen tijdens de periode van de Adil Shahi-dynastie (16e en 17e eeuw). De bekendste attractie van de stad is het Gol Gumbaz-mausoleum.

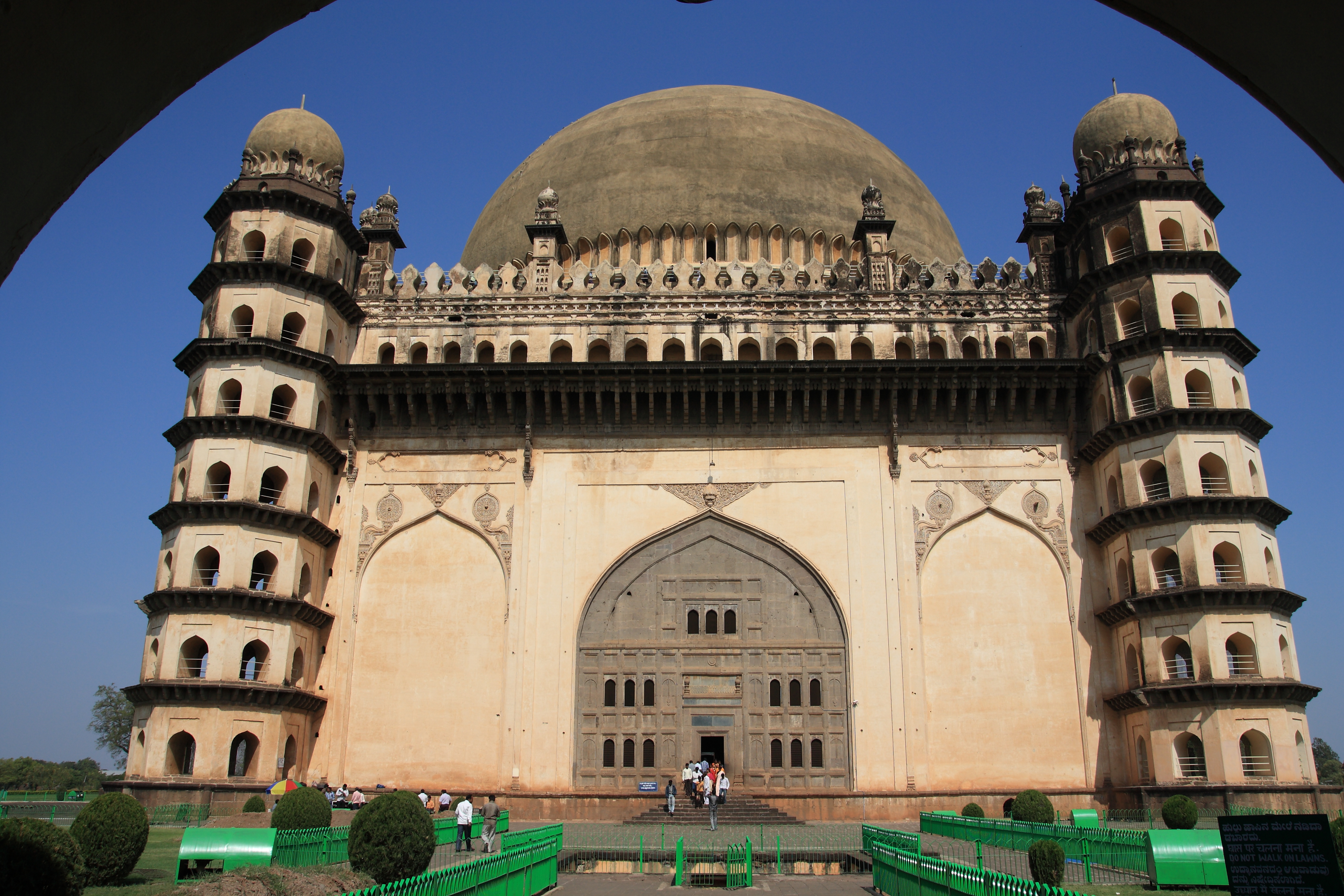
Gol Gumbaz-mausoleum

## Geschiedenis
Bijapur werd gesticht ten tijde van het Westelijke Chalukyarijk in de 10e of 11e eeuw, toen het Vijayapura ("stad van de overwinning") werd genoemd. Tegen het einde van de 13e eeuw kwam het binnen de invloedssfeer van de Khilji-dynastie van het sultanaat Delhi te liggen. In 1347 werd de stad veroverd door het Sultanaat van Bahmani uit Kalburgi (nu Gulbarga) en veranderde de naam naar Vijapur of Bijapur. In 1518 werd het sultanaat Bahmani opgesplitst in vijf ministaten (sultanaten van Dekan), waarvan Bijapur er een was. Het werd toen geregeerd door de heersers van de Adil Shahi. De stad heeft veel van haar grootsheid te danken aan de stichter van de onafhankelijke staat Bijapur, Yusuf Adil Shah. In 1686 viel het land uiteen en werd vervolgens veroverd door Mogolkeizer Aurangzeb.
In 1724 verklaarde de nizam van vorstenland Hyderabad zich soeverein over de Dekan en voegde Bijapur toe aan zijn bezittingen. In 1760 leed hij echter een nederlaag tegen de Maratha en moest stad en omliggende regio afstaan aan peshwa Nanasaheb (Balaji Bajirao). Nadat de peshwa in 1818 werd verslagen door de Britten tijdens de Derde Marathaoorlog kwam de stad in handen van de Britse Oost-Indische Compagnie en werd toegewezen aan het vorstenland van Satara. In 1848, toen de laatste heerser van Satara overleed zonder een mannelijke opvolger na te laten, annexeerden de Britten Satara bij het presidentschap Bombay. Rond Bijapur en Balgakot werd het bestuurlijke district Kaladagi geformeerd, waarvan de stad in 1885 bestuurszetel werd, toen deze werd verplaatst vanuit Bagalkot.
Na de onafhankelijkheid van India in 1947 werd het district Kaladagi opgenomen in de staat Bombay om vervolgens te worden herplaatst bij de staat Mysore en in 1956 bij Karnataka. De vroegere zuidelijke talukken van het district werden in 1997 afgesplitst om het district Bagalkot te gaan vormen.

## Verkeer en vervoer
De stad is door breedspoor verbonden met spoorstation Hotgi (nabij Solapur) en Kurduvadi (aan de Central Railway) in het noorden en Gadag-Betigeri en Bagalkot (beide aan de South Western Railway) in het zuiden. Sinds 2008 heeft de stad een directe spoorverbinding met Hubballi via Gadag-Betgeri.

## Galerij

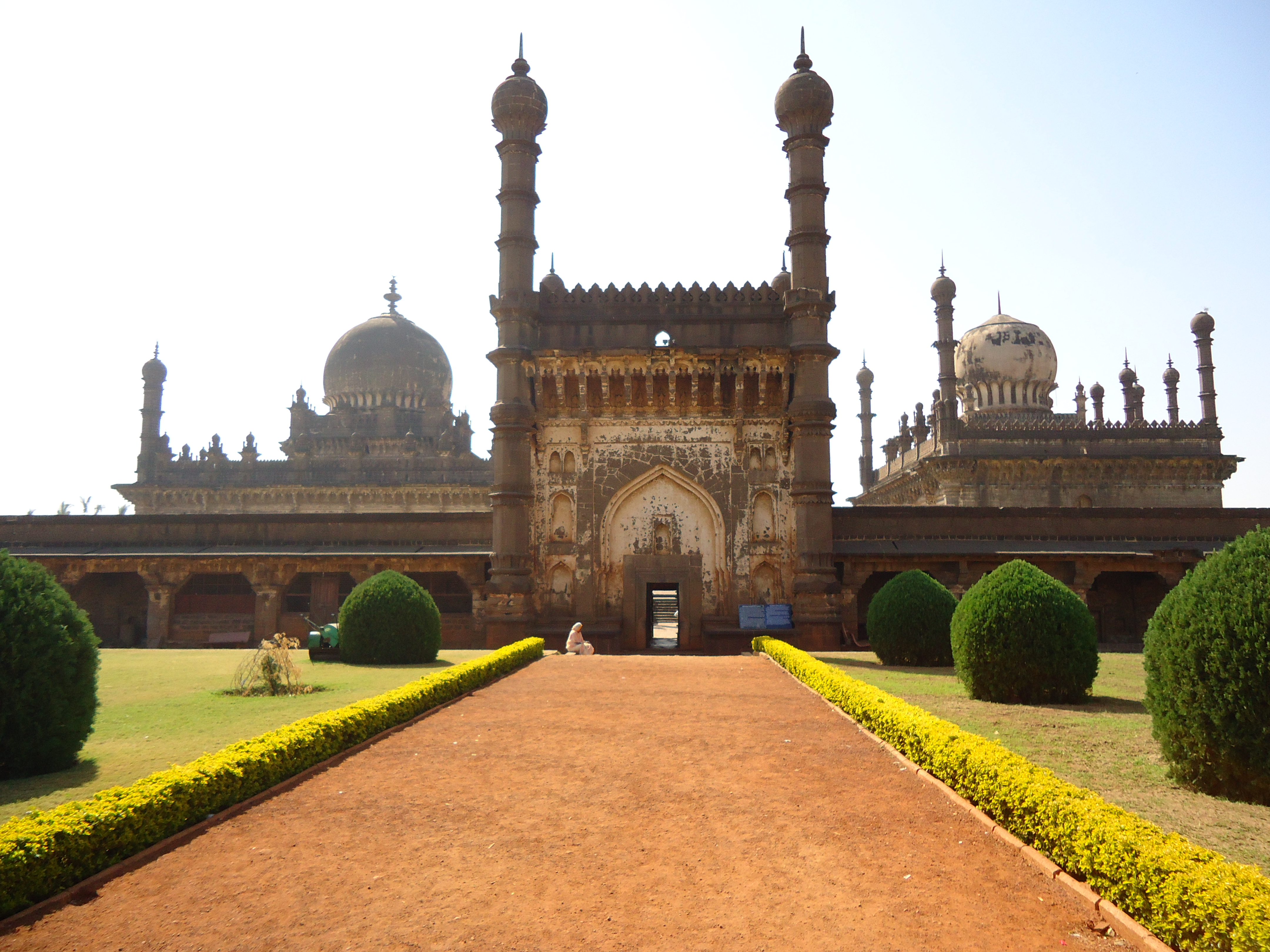
Ibrahim Rauza-mausoleum en moskee
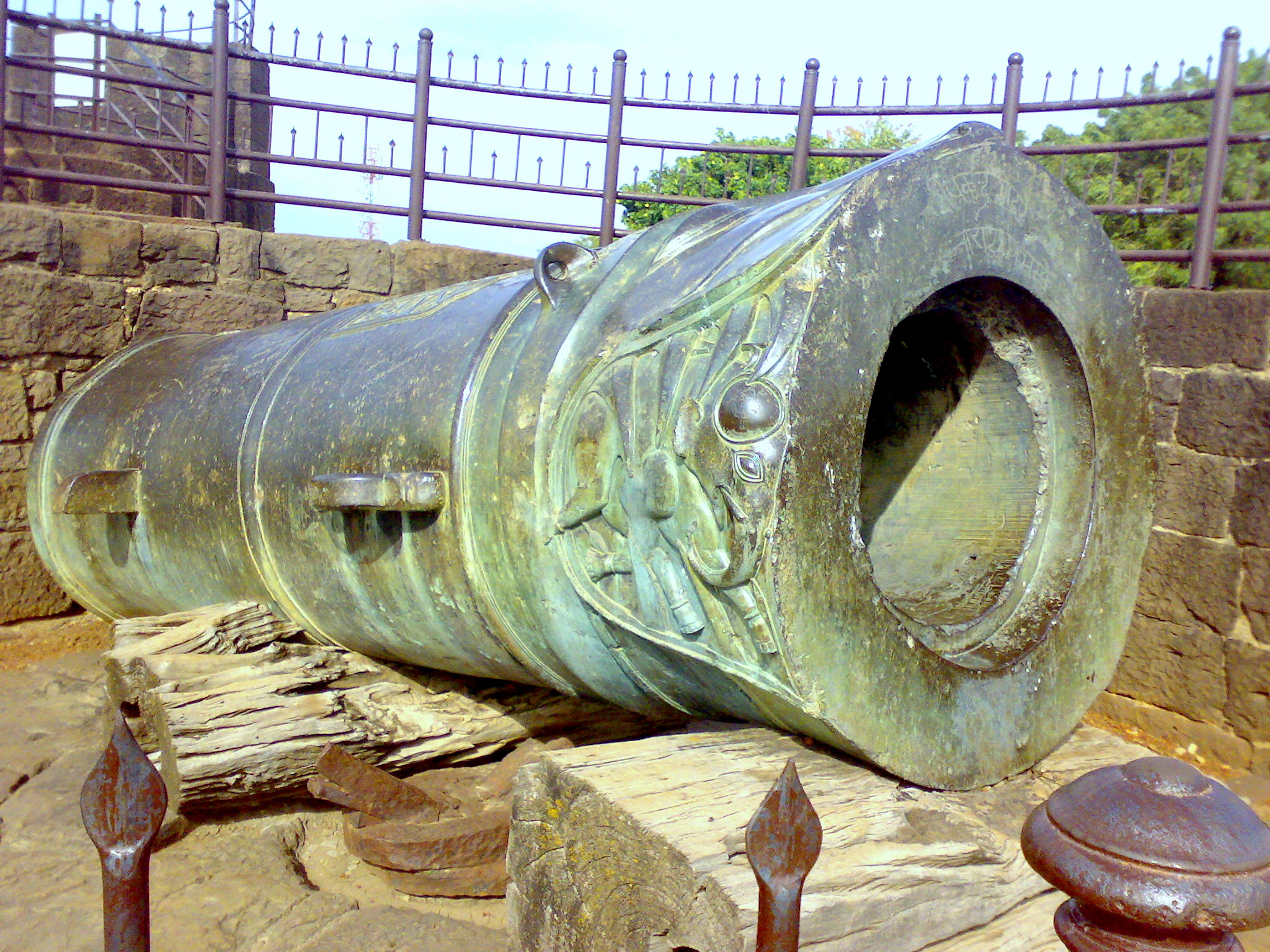
Kanon op de stadsmuur
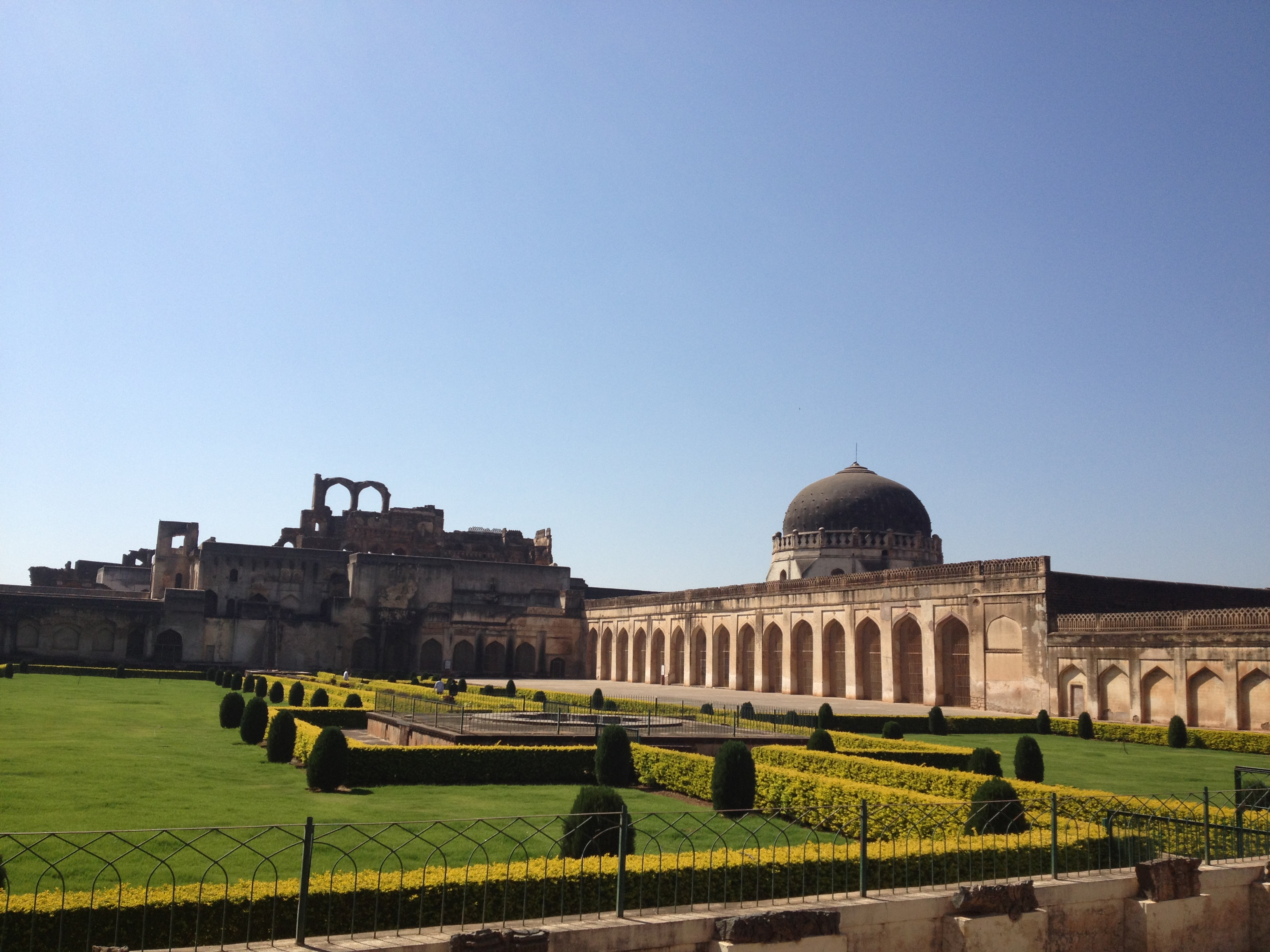
Gagan Mahal met tuin in het Bijapur Fort
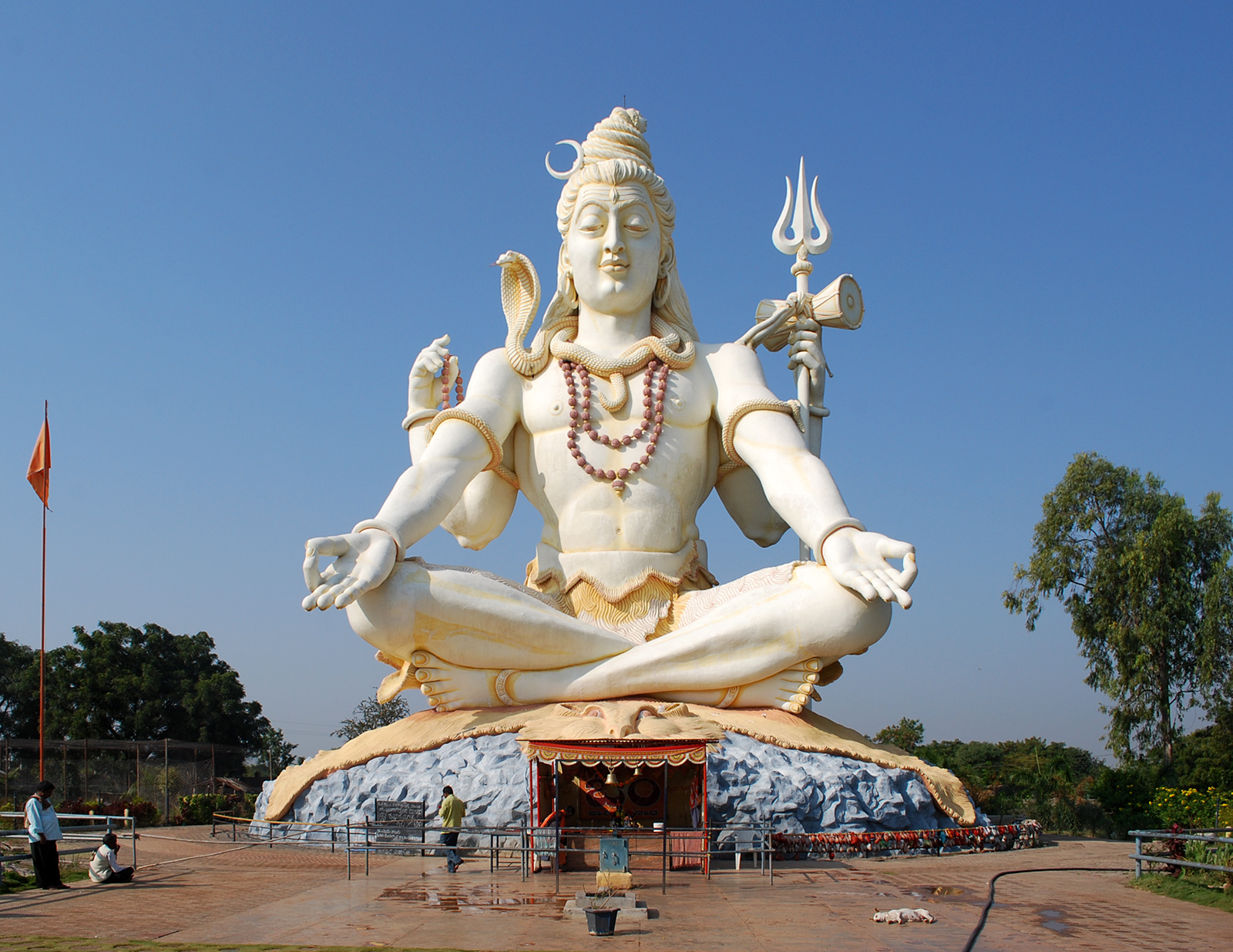
Beeld van Shiva